# Cotalaran
Cotalaran (Kotalaran) ist ein osttimoresischer Ort in der Aldeia Sulilaran (Suco Aidabaleten, Verwaltungsamt Atabae, Gemeinde Bobonaro). Er liegt in einer Meereshöhe von 11 m.
Das Dorf Cotalaran befindet sich an der Küste der Sawusee, im Westen der Aldeia Tasi Mean, an der nördlichen Küstenstraße. Nordöstlich liegt der kleine Ort Makote, südwestlich das Dorf Enelaran. Hier stehen der Sitz der Aldeia, ein Markt und eine Kapelle. Beim Ort liegen Salzfelder.